# Controversia con lo sciismo iraniano di Hashem Aghajari
Il 19 giugno 2002, Hashem Aghajari, direttore del dipartimento di Storia dell'Università di pedagogia di Teheran, tenne un pubblico discorso agli studenti della città di Hamadan per commemorare il 25º anniversario dalla morte di Ali Shari'ati, uno dei massimi ideologi del movimento islamico prima della rivoluzione del 1979. Nel discorso espresse idee fortemente critiche verso il clero sciita ed il fondamentalismo islamico: attraverso il pensiero di Shari'ati auspicava una riforma dell'Islam sul modello del protestantesimo cristiano e che i religiosi non ricoprissero più il ruolo di mediatori tra Dio e i suoi fedeli.

## Passi fondamentali del discorso
Commemorando il 25º anniversario della scomparsa di Ali Shari'ati, di fronte ad un pubblico di studenti riunito ad Hamadan Hashem Aghajari affermava, tra l'altro:
:
Queste affermazioni costarono ad Aghajari una condanna a morte per blasfemia, pena poi commutata in otto anni di carcere duro (la pena accessoria comminatagli insieme a quella di morte) dopo proteste studentesche e la solidarietà espressa da intellettuali e parlamentari.
Il 31 luglio 2004 Aghajari è stato rilasciato dopo due anni di battaglie legali con i giudici e continue manifestazioni di massa degli studenti.